# باب نرجال

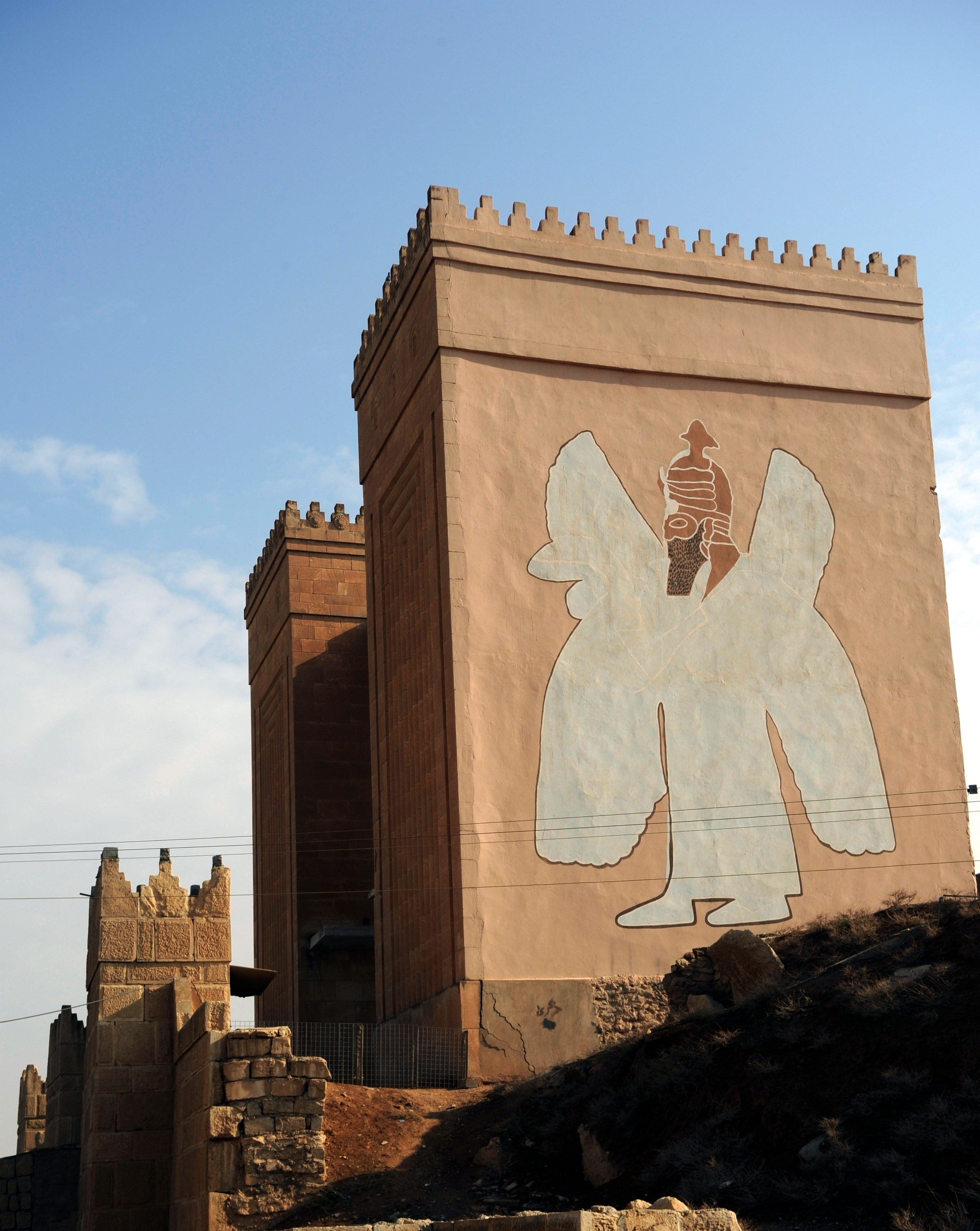
باب نركال او نرجال

باب نركال هو أحد أبواب أسوار مدينة نينوى في شمالها، ونركال أو نرجال إله الموتى عند العراقيين القدماء وكان كبير آلهة مدينة كوثى.يوجد في مدخل الباب ثوران مجنحان كبيران هما بمثابة الملاك الحارس له، ويدعى بالآشورية والبابلية لاماسو احدهما كامل والثاني لم يبقى منه إلا جزؤه الأسفل.

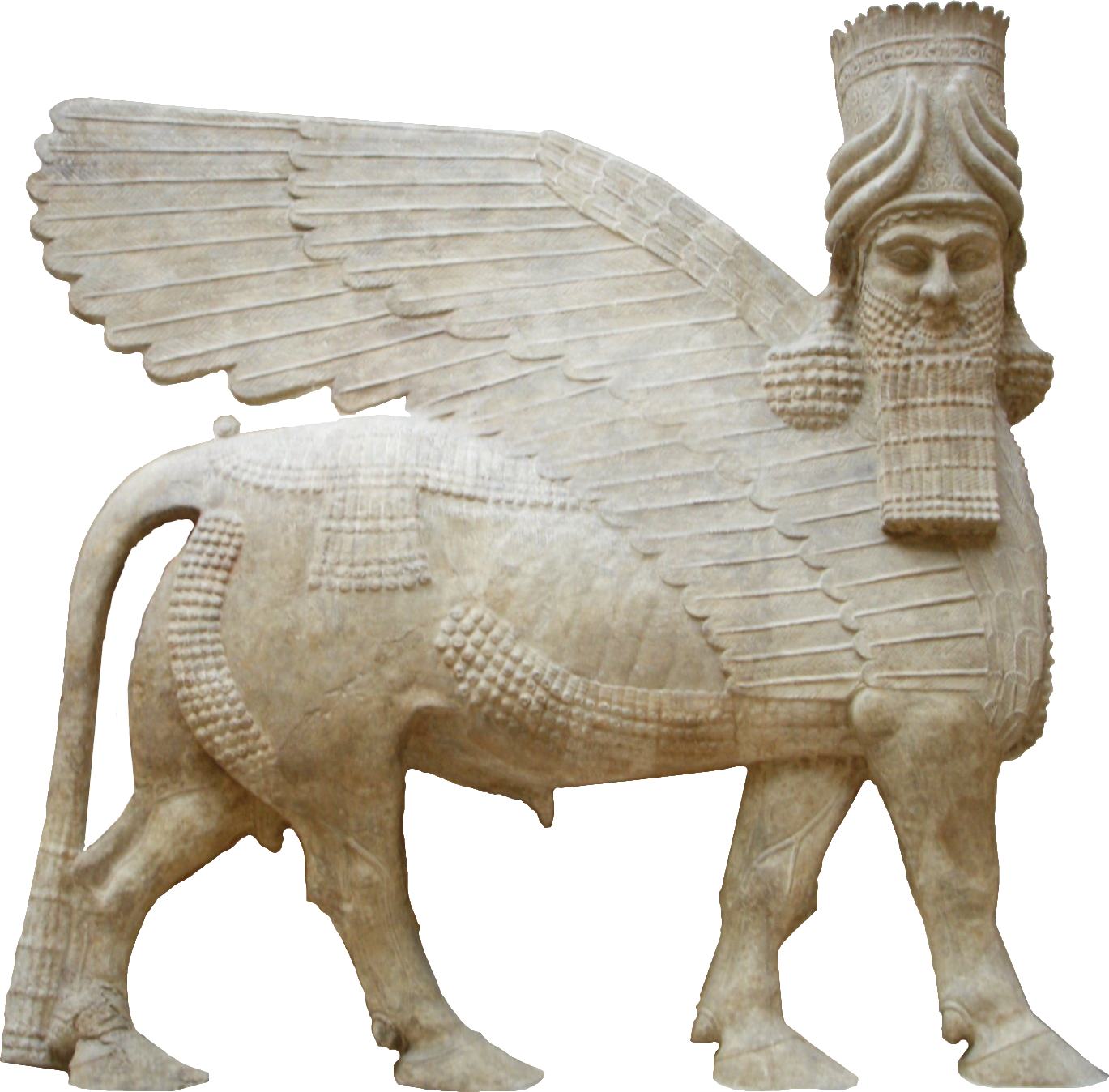
ثور مجنح

وقد كشفت عن الباب هيئة تنقيب اوفدتها مديرية الآثار العامة في ربيع سنة 1941م، وفي سنة 1956م أعادت واجهته الخارجية إلى حالتها الاصلية، وتتألف من المدخل البالغ عرضه 7,8 متر وبرجين على الجانبين، فبلغ عرضها 20,7 متراً. وقد اتخذت هذه المديرية من البرجين (تبلغ المساحة الداخلية لكل من البرجين 8,8×5 متر) بعد تعميرهما، متحفاً محلياٌ عرضت فيه نماذج من الآثار الآشورية وصوراً ومخططات تأريخية، وشيدت قربه مقراً لراحة الزوار.وقد عثر في اثناء أعمال الحفر والصيانة في موضع هذا الباب على منشورين من الطين متشابهين مدوَّن عليهما كتابة للملك الآشوري سنحاريب خلد فيهما أعماله العمرانية في نينوى.ومنها سور مدينة نينوى الذي يخترقه خمسة عشر باباً احدها باب نركال في الضلع الشمالية من السور. وفي عام 2015م دمر تنظيم الدولة الإسلامية المعروف باسم داعش الكثير من الآثار، ومنها الثورين المجنحين.
 وبعد تحرير الموصل واجه علماء الاثار العراقيين مهمة صعبة في تجميع القطع الاثرية المبعثرة التي تركها التنظيم وراءه وفي دهاليزه، حيث اكتشف هؤلاء العلماء، والقوات العراقية المرافقة لهم، وبالصدفة في أحد تلك الانفاق وبعمق 40 متراً تحت الأرض، ثور مجنح جديد، في تلة النبي يونس، محتمل ان يكون في مدخل بوابة معبد غير معروف، يعود للفترة الآشورية.